# Xorides albimaculatus
Xorides albimaculatus là một loài tò vò trong họ Ichneumonidae.